# Мессен-Яшин, Юрий
Юрий Мессен-Яшин (род. 27 января 1941, Ароза) — швейцарский художник латвийского происхождения.

## Основные произведения

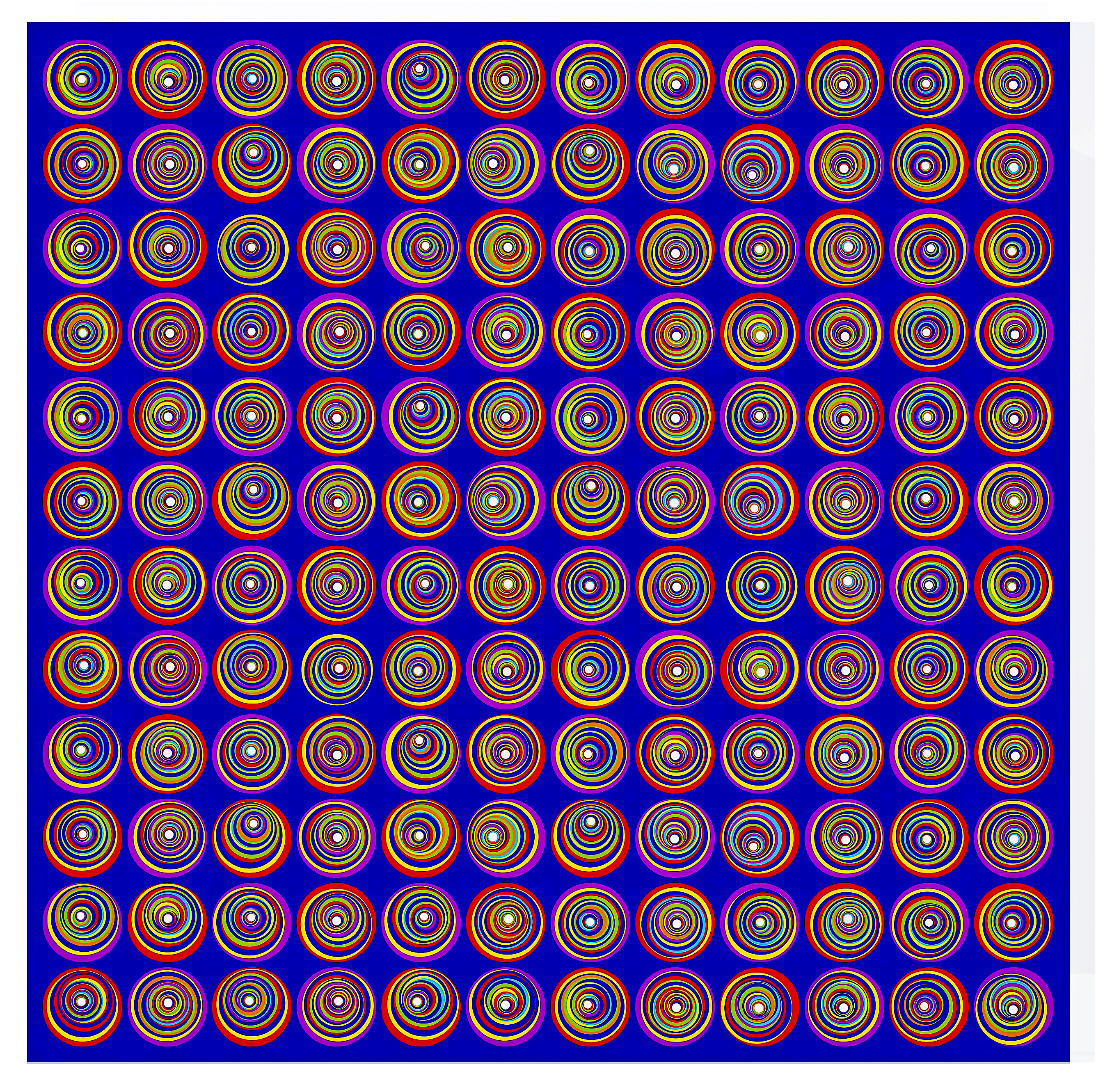
Variation on Z_{N} spin model, крупноформатная оп-арт-сериграфия на алюминии, 2021.

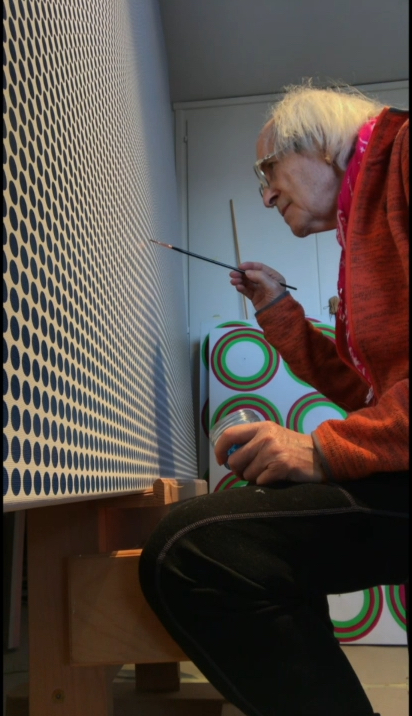
Юри Мессен-Яшин пишет Blue Two в своей студии в Лозанне (2020). Работа принадлежит частной коллекции.

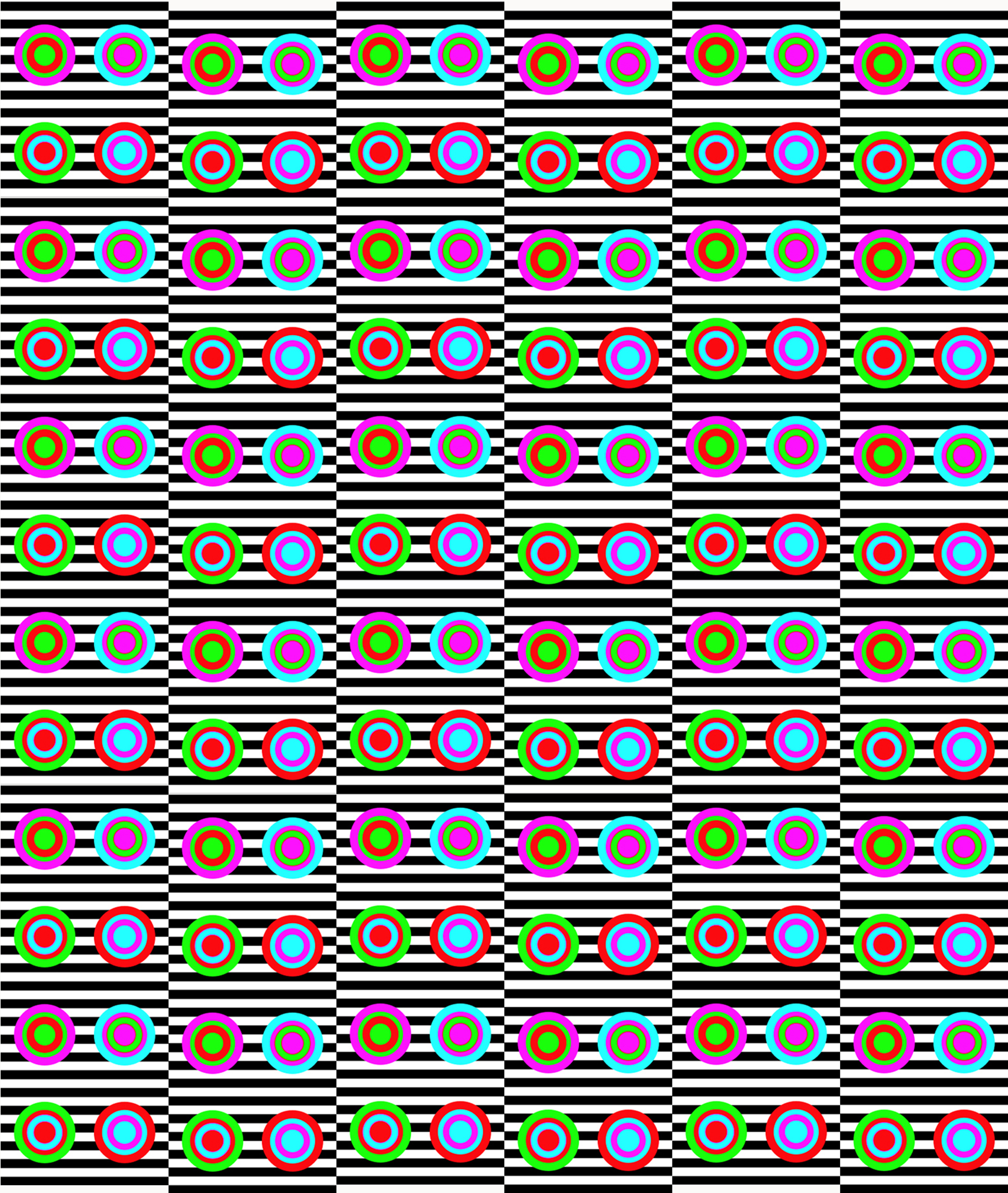
Оп-арт шелкография (200 × 170 см), уникальный экземпляр 1/1. Лауреат премии Talent Prize Award 2022 в Лос-Анджелесе. Оптическая иллюзия меняется в зависимости от угла, вдохновлена квантовой динамикой.

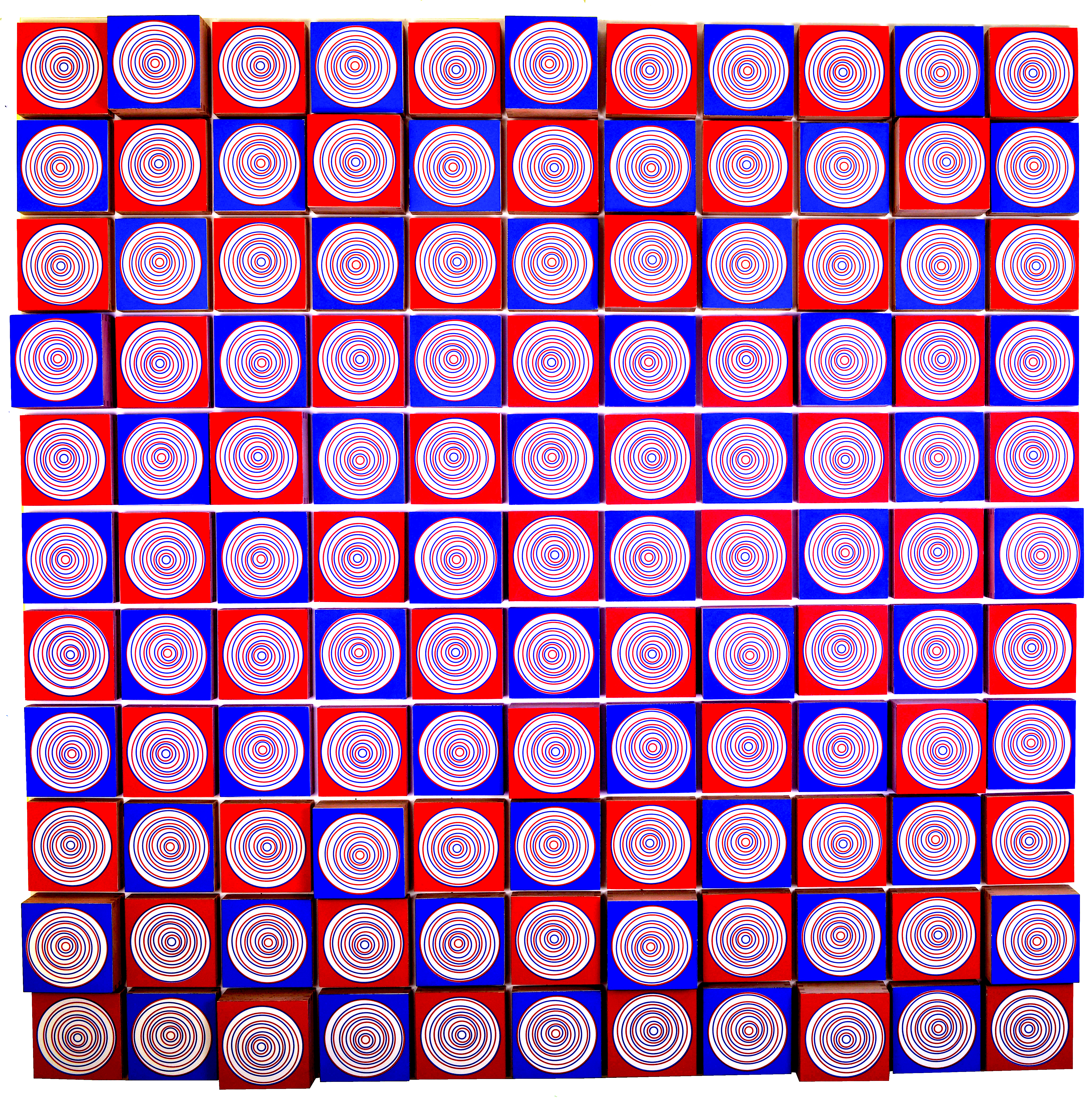
Spiral (2012), картина маслом на дереве (оп-арт, 177 × 177 × 16,3 см). Экспонировалась в Москве в 2016 году, показана на телеканале Первый канал. Коллекция музея POPA, музей оп-арта, Поррантри, Швейцария.

## Видео
Смотреть полное видео на Wikimedia Commons

## Биография
Учится живописи в Национальной высшей школе изящных искусств (ученик профессора Робер Ками) и в Высшей практической школе Сорбонны, в секции социальных наук (история искусств, профессор Пьер Франкастель) в Париже.
С 1962 по 1965 год проходит обучение в Школе изящных искусств Лозанны. Работает с гравёром и художником Эрнестом Пидзотти. В первый раз о созданных им подвижных стеклянных и акриловых скульптурах заговорили на Лозаннской выставке в 1964. Юрий Мессен-Яшин стремился раскрыть себя в нескольких направлениях. Так, он проработал два года в «Центре современной гравюры» в Женеве. В 1965 он основывает со своими друзьями Вилли и Александром в Женеве, «Клуб Борнёль», культурно-развлекательный клуб у которого был свой филиал в Гайяре в доме среди пустоши. Затем, он работает в Цюрихе, где он расширяет свои художественные перспективы у художника Фридриха Куна через опыты рисования круга на лице. С 1968 по 1970, он создаёт и исследует подвижные матерчатые предметы в университете Högskolan för design & Konsthantwerk Гётеборга (Швеция).
И в 1967 в Гётеборге, во время выставки Göteborgs Konsthall он встречает Хесуса-Рафаэля Сото, Карло Круз-Диеза и Хулио Ле Парка. Общаясь с этими художниками, он восхищается оптическим искусством. Он решает посвятить свои исследования кинетическому искусству. Длительное пребывание в Гётеборге дало ему возможность постоянно совершенствовать владение движением и геометрическими формами, включая их в состав своего текстиля и картин маслом. Его исследования в оптическом искусстве нашли значительный отклик в этой области в Скандинавии, он получил возможность выставляться во многих музеях, где его тогдашнее творчество было представлено как авангардистское.
В 1968 году Юрий получает первый приз за искусство современной гравюры в Швейцарии. В том же году, он удостаивается стипендии Шведского правительства. В 1970-е годы он пребывает в Гамбурге, продолжая сотрудничать с художниками из Северной Германии по разным монументальным проектам. В 1970, он создаёт подвижную скульптуру для ассоциации Гульд в Эйштеттене, Германия вблизи Шварцвальда.
С 1970 по 1981 он живёт в Берне. Каждый раз выезжая за границу, он обретает всё новые знакомства с художниками, которые работают в том же художественном направлении. В его живописи и скульптурах важную роль играет архитектура, исследование движения Op Art (кинетическое искусство) в архитектурном пространстве составляет единое целое, ему удалось пообщаться о его исследованиях с Оскаром Нимейером, Бурле-Марксом в Рио-де-Жанейро, Отаке в Сан-Паулу в Бразилии, и Клориндо Теста в Буэнос-Айресе. В конце путешествия он останавливается в Каракасе, где ставит на сцене некоторые театральные пьесы или хореографию, которая была представлена в Атенео в Каракасе и на Шестом Международном театральном фестивале, фонд Эухенио Мендоса, культурная ассоциация Гумбольдт (Институт имени Гёте) и Альянс Франсез. Он возвращается в Швейцарию после денежной девальвации из-за политического кризиса в этой стране. В 1985, он получает первый мировой приз по культуре «Premio Mondiale della Cultura statua della Vittoria» в Кальватоне, в Италии. Также он получает степень «Европейского академика» Университета и Центра Исследований Европы в Италии.

## Творчество

### Общие сведения
Его скульптурам придана подвижность, они помещены в соответствующую обстановку (движения и перемещения в пространстве), сопровождаются звуками связанной с ними музыки (звуки сопровождают движения). Это первое исследование звуков восходит к концу 1960-х годов. В 1970, Юрий подключает к своему оптическому искусству неоновое освещение, которое он продолжает использовать и сейчас[когда?], в своих скульптурах, своих инсталляциях, и в своих картинах. Он участвует во многих международных выставках, и получил приз за исследования в области оптического искусства в Италии. Его работы выставляются на многих персональных и коллективных выставках, его произведения находятся в частных коллекциях, а также в национальных и международных музеях.
Его произведения служат для рас-программирования рассудочного ради освобождения чистого ощущения, которое «запускает» фантазию. Произведения Юрия Мессен-Яшина, художника словоохотливого и постоянно меняющегося, открывают взору особый призматический универсум, мощь которого сбивает нас с толку, отменяя одним махом привычные наши ориентиры, заставляя вибрировать сами, как говорят художники, линии схода (то есть линии, в которых сходятся на изображении в перспективе параллельные плоскости предмета), и которые призваны организовывать сознание перспективы и рельеф. И это внезапное стирание геодезических установок позволяет нам окунуться в чистое ощущение, цвет движения отливает всеми красками и будоражит воображение!
Его композиции «Trip…, Living in…., On Line…» мазки на материалах обладают прозрачностью, воспроизводят особенно тонкие кинетические структуры, которые объединяют в себе абстрактное и иллюзию, с одной стороны, и психофизиологическую демонстрацию движения, с другой.
Базовый элемент — квадрат. Он служит задним фоном и в него вписана ещё одна геометрическая форма. Эти геометрические формы воспроизводятся единообразно по всей поверхности холста, прогрессивно развиваются и при этом остаются сами собой, даже когда художник неожиданно привносит тему параллельных линий. Он часто использует технику коллажа для своих картин и гуашей. Цвета, которые он предпочитает: красные, жёлтые, ярко зелёные, нюансы голубого, яркие оттенки.
Как алгоритмическая конструкция элементов, Юрий с помощью игры красок придаёт структуру ваянию и совершает первую попытку включения кибернетики в искусство. Эмпирический метод художника создаёт новые, совершенно неожиданные восприятия цветов и оптических объектов. Такие геометрические формы как квадрат, треугольник или круг развиваются и остаются сами собой даже когда художник неожиданно наносит параллельные линии.
То как Юрий Мессен-Яшин использует движение и краски как средство коммуникации, ставит его среди кинетических архитекторов пространства.
Ему также выпала привилегия продать свой единственный гобелен выполненный в стиле Pop art «More Light». Это произведение было задумано во время его пребывания в Нью-Йорке, где он встретил художников Pop Art Энди Уорхола, Тома Вессельмана и Джаспера Джонса. Он был сторонником использования цвета в этом художественном стиле. Музей современного искусства Мигрос в Цюрихе заинтересовался этим произведением. Этот гобелен был создан в 1970-х гг. в его мастерской Цолликофен в Швейцарии. Поразительным образом, в его создании «More Light», лампочка в Pop art выступает в качестве разрушительной силы, которая ускользает от мифов и символов общества потребления. Этот гобелен находится в коллекции Мигрос Во (Швейцария) (Migros Vaud Suisse).
Проведя много месяцев в Нью-Йорке, он возвращается в Швейцарию и поселяется в Берне, в котором он проживёт одиннадцать лет. Находясь там, он часто огранизует выставки в Кунстхалле и в других региональных музеях. Музеи интересуются его творчеством, Цюрихский Кунстхаус, Политехническая федеральная школа Цюриха, кабинет эстампов Женевы, а за границей Королевский музей изящных искусств в Брюсселе, Городской музей Амстердама, другие музеи и частные коллекционеры в США и в Европе покупают кинетические произведения для своих коллекций.
Эти произведения получили также горячий приём в Венесуэле, где Юрий провёл несколько лет. Индустриальный фонд Мендоза и Йонекура предоставил ему финансовую помощь, в которой он нуждался для продвижения своих исследований. Юрий занимается режиссурой, представив два знаковых произведения в Концертном зале Атенео и в Театре Хулия Рохас в Каракасе, которые получили оглушительный успех. Он был многократно приглашён в качестве режиссёра собственных пьес.
Будучи специалистом, помимо прочего, в body art painting, он представляет свою работу в клубах и на сценах, в темноте, или благодаря ультрафиолетовым лампам, он целиком покрывает за четыре часа обнажённые тела психоделическими красками, краски биологические и безопасны для кожи. Юрий был приглашён на Джазовый фестиваль в Монтрё, Городской фестиваль в Лозанне и в Палео Фестивале в Ньоне (Швейцария) 2006, организованный ежедневным изданием «Матэн»[2] (Le Matin). Задачей Юрия было рисовать старые афиши Джазового фестиваля в Монтрё и Палео Фестиваля прямо на коже у участников. Самыми востребованными были афиши Кита Харинга (1983), Жана Тенгели (1982) и Зепа (2005). На Палео Фестивале самой востребованной афишей стала афиша созданная в 2006 г. Людовиком Габриелем.

### Выставки и музеи

#### Произведения представленные в музеях и учреждениях
- 1960 : Кантональная библиотека Лозанны, Швейцария;
- 1960 : Городской музей Амстердама Стеделейкмюсеум, Нидерланды;
- 1967—1968 : Центр современной гравюры Женевы;
- 1967—1968 : Кабинет Эстампов, Женева;
- 1969 : Музей Рёхсса, Гётеборг, Швеция;
- 1971 : Gould corporation Heistetten, Германия;
- 1973 : Музей Изящных Искусств/Кабинет Эстампов/ Ле Локль, Швейцария;
- 1974 : Федеральная политехническая школа Цюриха (отдел Кабинет эстампов), Цюрих;
- 1974 : Национальная Библиотека Швейцарии (отдел эстампов), Берн;
- 1974 : Кунстхауз Цюрих;
- 1976 : Музей Искусств и Истории Фрибура (отдел эстампов), Швейцария;
- 1976 : Королевские музеи изящных искусств Бельгии, Альберт Первый/Кабинет Эстампов Брюссель, Бельгия;
- 1978—1998 : Музей Современного Искусства Монреаль, Канада;
- 1979 : Фонд Philip Morris Нью-Йорк, США;
- 1983 : Фонд Мендоза Каракас, Венесуэла;
- 1983 : Fundación Interalumin Ciudad Guayana, Венесуэла;
- 1996 : Дар Migros-Genossenschafts-Bund гобелена " More light " Мигрос Во, Экюбленс, Швейцария;
- 1998 : Orensanz Foundation/Центр Искусств Нью-Йорк, США;
- 2002 : Бумажный музей Кочи-Кен, Япония.
- 2007 : Tokyo Metropolitan Art Museum, Япония.
- 2007 : Sakima Art Museum Префектура Окинавы, Япония.

#### Выставки
- 1959 : Internationaal markt van de kunsten, Ассен, Нидерланды;
- 1960 : Галерея «Ла Палетт», Париж;
- 1960 : Кунсттеатр, Берн;([1]);
- 1960 : Galeria 2000, Милан;
- 1960 : Galeria del Nociolo, Лугано;
- 1963 : Галерея Сен-Жилль, Париж;
- 1964 : Вьё Бур, Лозанна;
- 1964 : Kunstgalerie, Стокгольм;
- 1964 : Центр современной гравюры, Женева;
- 1964 : Expos 64, Лозанна;
- 1964 : Universitet Göteborg Швеция;
- 1964 : Studentföreningen Gallery Göteborg, Швеция;
- 1964 : Галерея Мигрос Женева;
- 1964 : Галерея Мигрос Невшатель;
- 1965 : Atelier-Theater Берн;
- 1965 : Галерея «Паутина» Шардон-сюр-Вевей;
- 1965 : The Museum of Modern art Нью-Йорк, ([2]);
- 1966 : Modern Nordisk Konst Карлстад, Швеция;
- 1966 : 15 дней культурной программы Orbe «Центр Молодёжи» Orbe, Швейцария;
- 1966 : Галерея Клуб Невшатель;
- 1966 : Галерея Вьё-Бур, Лозанна;
- 1966 : Галерея del Nocciolo Lugano;
- 1967 : Галерея Сен-Жилль, Париж;
- 1967 : Галерея Клуб Женева; ([3]);
- 1967 : Atelier-Theater Берн;([4]);([5]);
- 1967 : Internationaal Kunstmesse Emmelord, Нидерланды; ([6]);
- 1968 : Музей Рат Женева (SPAS);
- 1968 : MNK Wermlands, Швеция; ([7]);
- 1969 : Modern Nordisk Konst Гётеборг; ([8]);
- 1969 : Музей Искусств и Истории Женевы 1й Швейцарский Салон современного искусства;
- 1970 : V Беннале Гобелена, Лозанна;
- 1970 : Ресторан Eichhalde Фрейбург, Германия;
- 1970 : Gould Gmbh Фрейбург в Брейсгау;
- 1970 : Saipa SA Лугано; ([9]);
- 1970 : Göteborgs Konsthall (Grupputställningar) Гётеборг;
- 1970 : Expo-Form 70 Röhsska Museet Гётеборг;
- 1970 : Franska sprakinstitutet Гётеборг ([10])([11]);
- 1970 : Elektronica München, Германия;([12]);
- 1971 : Галерея Мигрос Лозанна;
- 1971 : Foundation Gould corporation Фрейбург, Германия;
- 1971 : Gewerbemuseum Берн, (художники Берна);
- 1972 : Aktionsgalerie 2 Берн, (Idols);([13]);
- 1972 : Катакомбы Базель (Idols);([14]);
- 1972 : Bündner Kunsthaus Chur, Швейцария, (Idols);([15]);
- 1972 : Kunstkeller Берн;
- 1973 : Müstermesse Базель;
- 1973 : Галерея Клуб Мигрос Лозанна;([16])([17]);
- 1973 : Gewerbemuseum Берн, (художники Берна);
- 1973 : Антикварный Салон, Лозанна;
- 1973 : Музей Изящных Искусств Ле Локль, Швейцария; ([18])([19])([20]);
- 1974 : Aktionsgalerie 1 Берн;
- 1973/74 : Kunsthalle Берн (художники Берна);
- 1974 : 3 Международное Биеннале Искусств, Ментона, Франция;
- 1974 : 1й Международный салон архитектуры интерьера Женева; ([21]);
- 1974 : Aktionsgalerie 1 Берн;
- 1974 : Неделя культуры Мутье, Швейцария;
- 1974 : Kunstmuseum Люцерна (Стипендия Кифер-Хаблитцель);
- 1974 : Галерея Бертран Бугдорф, Швейцария (Weichnachtssaustellung);([22]);
- 1974/75 : Kunsthalle Берн (Berner künstler);
- 1975 : Aktionsgalerie 1 Берн;
- 1975 : Gewerbemuseum Берн (Berner Künstler);
- 1975 : Gewerbemuseum Bern, Switzerland (Бернские художники);
- 1979 : Галерея Wallgraben Фрейбург, Германия;
- 1975 : 2e Международный салон архитектуры интерьера Женева;
- 1975 : Галерея Leuebrüggli Langenthal, Швейцария;([23]);
- 1975 : Kunstsammlung und Schadau-Museum Thoune, Швейцария;
- 1975 : 2 Биеннале Сатиры и Юмора, Габрово, Болгария;
- 1975/76 : Kunsthalle Берн (Berner künstler); ;
- 1976 : Mostra nazionale de sculptura Vira-Gambarogno, Швейцария; ([24]);
- 1977 : Фонд le Grand Cachot, Швейцария;([25]);
- 1977 : Kunsthalle Берн (Textil, Glas, Holz, Ton, Stein, Metal);
- 1977 : Aktionsgalerie 1 Берн (Sofortbild Polaroïd);
- 1977 : Музей Искусства и Истории Фрибура, Швейцария;([26]);
- 1978 : 4 Международное Биеннале Искусств, Ментона, Франция;
- 1978 : Gewerbemuseum Берн (Berner Künstler);
- 1978 : Скульптура на Свободе Ньон, Швейцария;([27]);
- 1978 : Галерея Анри Мейера, Лозанна;
- 1978 : Ресторан Rathaus Берн; ([28]);
- 1979 : Мастерская Urs Gerber Spiez Швейцария (Kunst-Gesellschaft Spiez;([29]);
- 1979 : Kunstmuseum Берн; 1979 Галерея Wallgraben Фрейбург в Брейсгау;
- 1979 : 3й Биеннале акриловой скульптуры Констанц, Германия;
- 1980 : Gewerbemuseum Берн (художники Берна);
- 1981 : Ciolina Берн;
- 1983 : Arte como Laser Фонд Мендоза Каракас;
- 1990 : «Computer 90» Лозанна;
- 1990 : «Swissdata» (Müstermesse) Базель;
- 1994 : Walgraben Münster, Германия;
- 1994 : 1. International Art competition Нью Йорк ;
- 1995 : 2. International Art competition Нью Йорк, ;
- 1997 : Галерея Клуб Лозанна;([30]);
- 1997 : Швейцарское банковское общество Ренанс, Швейцария;([31]);
- 1997—1998 : Галерея HumuS Лозанна;
- 1998 : 2nd. Angel Orensanz Foundation/Center for the Arts «Installation Art Award» Нью-Йорк;
- 1998 : Галерея Бертран Бургдорф, Швейцария;([32])
- 2000 : Premio Internazionale di Scultura «Terzo Millennio» Эбруско, Италия;
- 2000 : «World festival of art on paper» Крань, Словения;
- 2000 : International Competition Celebrating Artistic Achievment/AIM Funds Management & The Federation of Canadian Artists Ванкувер, Канада;
- 2000 : «Пластика» Музей Арло Лозанна (SPSAS); ([33]);([34])([35]);
- 2000 : Premio Internazionale di Sculptura «Terzo Millenio» L’Angelicum Милан;([36]);
- 2001 : Premio Internazionale di Scultura «Terzo Millennio» Palazzo Bonoris Brescia, Италия;([37]);
- 2003 : International Exhibition of Contemporary Art Brasini Halls «Il Vittoriano» (monumento a Vittorio Emanuele II) Рим.
- 2006 : Street promenade Lausanne Visarte (60 выступлений художников по городским афишам); ([38]); ([39]) «Street Promenade Lausanne Visarte-Vaud»
- 2007 : Lipanjepuntin arte contemporaneo Рим; ([40]);([41]);
- 2007 : Музей Елисея «Все фотографы» Лозанна
- 2007 : «International Print Exhibition Tokyo 2007» Tokyo Metropolitan Museum Токио
- 2007 : «I Sakima Art Museum» Okinawa Prefecture Япония
- 2012 : Вилла Дютуа, «мизасак», 200 художников из Визарте Швейцария Женева
- 2012 : MAM Museo Arte Moderno «Arte Conceptual Body art Youri Messen-Jaschin», Сан-Паулу—Википедия ()
- 2013 : Галерея Замка Реаенс
- 2013 : Aminterartmania Ltd Лозанна
- 2014 : Design Society Copenhagen
- 2015 : Prof. Pasche Paudex Швейцария
- 2015-2016 : « 6th International painting mixed media » София
- 2016 : Москва, Первый канал (Россия)

#### Газеты — Журнал
- 1967 : Modern Nordisk Konst Гётеборг Швеция, Издательство Modern Nordisk Konst Sweden;
- 1967 : Atelier Theater Bern([44]);
- 1972 : Idols, Walter Zurcher Verlag, Bern/Швейцария;([45]); ([46]);
- 1973 : Ксилография, Гобелен, Экспериментальное ковроткачество, Лозанна, Галерея Клуб Мигрос; ([47])([48]);
- 1974 : Кайе де Данс, n°58/59, Лозанна/Швейцария;([49]);
- 1976 : Mostra Nazionale di Scultura all’Aperto, Circolo di cultura del Gambarogno Stazione, Локарно/ Швейцария;([50]);([51]);
- 1977 : Berner Kunstausstellung Textil, Glas, Holz, Ton, Stein, Metall, Kunsthalle Berne, изд. Stämpfli ([52]);([53]);
- 1978 : Скульптуры на свободе, Ньон/Швейцария, Эвиан/Франция, изд. Галерея Анри Мейера Лозанна/ Швейцария;([54]);
- 1978 : Рене Нойеншвандер (Портрет), Берн/ Швейцария;
- 1979 : Jack Lenort Larsen : Art fabrics in the seventies, New York/USA;
- 1982 : Buch der Berner rekorde und superlative Erpf verlag, Берн/ Швейцария (ISBN 3-256-00044-4);
- 1982 : Гюла Косице (Gyula Kosice), Arte Madí. Буэнос-Айрес: Ediciones de Arte Gaglianone, стр. 178. ISBN 950‑0004‑18‑6.
- 1985 : Juin Das Beste, Reader Digest, Швейцария;([55]); ([56]);
- 1986 : Мир артистов, Изд. Трёх Континентов, Лозанна (ISBN 2-88001-195-7) ([57])([58]);
- 1991 : Lausanne Palace: History and chronicles (75 years of a prestigious hotel), Центральная пресса Лозанна, Лозанна / Швейцария;([59]);([60]);
- 1990 : июль / Sélection Reader Digest, Швейцария;
- 1993 : Sélection Reader Digest, Швейцария;
- 1997 : Финансовый и экономический месяц, изд. Швейцарское банковское общество (SBS), октябрь 1997, Базель ([61])([62]);
- 1997 : Diner Club Magazine (Worldwide Credit Card), ноябрь 1997, N°II, изд. Diner Club,Brüttisellen, Швейцария
- 2000 : Premio Internazionale di scultura Terzo millenio, Terra Moretti', Ed. Fiorenza Mursia, Milan/Италия;([63]);
- 2000 : International competition celebrating artistic achievment Federation of Canadian artists, Ed. Aim for Arts, Ванкувер/Канада;
- 2000 : World festival of art on paper, Крань, Словения; ([64]);
- 2003 : Patterns of Life The International, Library of Poetry, Owings Mills USA
- 2003 : VIA, изд. Федеральные железные дороги, Швейцария, 04.06.2003 ([65]);
- 2006 : Rausch und Rummel Attraktionen auf Jahrmärkten und in Vergnügungsparks; eine soziologische Kulturgeschichte von Sacha Szabo, Freiburg im Breisgau), Edition Bielefeld Transcript, ISBN 3-89942-566-9 9783899425666; ; ([66]);
- 2007 : Art periscope (календарь 2007), Ченстохова, Польша
- 2007 : Who’s & Who International Best Poet, The International Library of Poetry, Owings Mills, USA
- 2008 152 творческие личности, изд. Visarte-Vaud, Швейцария ([67]);
- 2009 : Karl’s Kühne Gassen Buch, Ed. Karl’s Kühne Gassenschau, Zurich-Oerlikon, (ISBN 978-3-033-01969-0);
- 2009 : Элемент Земля : Magazine Tendance Déco, июль-август, изд. IRL, Лозанна, Швейцария

#### Каталоги
- 1967 Г-жа A-M.Mэттра/катклог Галерея Atelier-Theaters Берн;([68]);
- 1972 Каталог Г-н Д-р Йоганн Лишка (Idols) Aktionsgalerie Berne, Katakombe Basel, Bündner Kunsthaus Chur, Швейцария;
- 1973 Каталог г-н Роберто Гутьеррез (Париж 6.11.1972) Лозанна, Швейцария;([69]);
- 1976 г-н Эдгардо Ратти/г-н Питер Киллер/г-н Дотт A.Лафранки Каталог (Mostra Nazionale di Scultura All’Aperto) Gambarogno, Швейцария;
- 1977 Каталог г-н Йоганна Гахнанга (III.Berner Kunstausstellung) Kunsthalle Берн Швейцария;
- 1978 Каталог г-на Анри Мейера (Скульптуры на свободе), Нион/ Швейцария, Эвиан/Франция;
- 1980 г-н Анри Нойеншвандер (искусствовед) «Die Holzchnitte von Youri Messen-Jaschin» Берн, Швейцария;
- 1981 г-н Анри Нойеншвандер (искусствовед) «Die Werke und sein OP-ART von Youri Messen-Jaschin» Берн, Швейцария;([70]);
- 1998 г-н Анри Нойеншвандер (искусствовед) «OP-ART und Youri Messen-Jaschin» Бургдорф, Швейцария;
- 2000 M. Vittorio Moretti; M.. Tino Bino; Ministry Mrs.Giovanna Melandri; M.Franca di Furia/Academy of Modern Art; M.Pierre Restany (Premio Internazionale di Scultura «Terzo Millennio») Italy

### Энциклопедии
- 1981 : Словарь современных швейцарских художников, Ed. Schweizerisches Institut für Kunstwissenschaft, Zurich; Frauenfeld: Huber; (ISBN 3-7193-0765-4);([71])
- 1987—1992 : Who’s and Who international art;
- 1991 : Список швейцарских художников, включая Княжество Лихтенштейн, изд. Schweizerisches Institut für Kunstwissenschaft, Цюрих и Лозанна, (ISBN 3-7193-1045-0);([72])
- 1998 : Биографический словарь швейцарского искусства, Schweizerisches Institut für Kunstwissenschaft, Цюрих и Лозанна, (ISBN 3-85823-673-X);([73])
- 1990—2009 : QUID, изд. Робер Лафон, Париж/Франция;
- 2008 : Cambridge Encyclopedia vol.43 (Kinetic Art).
- 2008 : Cambridge Encyclopedia vol.11 (Body Art).
- 2008 : Visarte Vaud — 152 творческие личности, Изд. Общество художников и архитекторов, Лозанна, Швейцария.
- 2021 : Юри Мессен-Ящин, Оп-арт встречает нейронауку, Лозанна, Éditions Favre, 2021, 144 с. ISBN 978-2-8289-1888-0.

Эта богато иллюстрированная книга исследует влияние оптического искусства на мозг в результате сотрудничества между учёными и художником.

### Театр
- 1982 : Psicotronico, Каракас; ([74]);
- 1983 : Ah! Ah! Barroco, Каракас
- 1983 : La torta que camina, Каракас; ([75]); ([76])([77]);
- 1964 : Embryo, Каракас; ([78])([79]);

## Стипендии и призы
- 1963 : 1й приз и стипендия в современной гравюре /Музей искусства и истории Женева;
- 1966 : Högskolan för Design & Konsthantwerk/Göteborgs Universitet Göteborg Швеция (Стипендия шведского правительства);
- 1968 : Стипендия Университета Гётеборга (за исследования по экспериментальному текстилю и пространственную скульптуру);
- 1970 : 2й приз за текстильное/электро-акустическое произведение, Göteborgs Universitet de Göteborg Швеция;
- 1971 : 1й приз за электро-пространственную скульптуру для Gould corporation Eistetten Allemagne. 1985 : «Premio Mondiale della cultura»/Statua della Vittoria Centro studie ricerche delle nazioni, Calvatone Италия;
- 1985 : Диплом номинации, «d’Accademico d’Europa» (Per la sua attivita' culturale e professionale) délivré par le Centro Studi e Ricerche l’Accademia d’Europa, Salsomaggiore Terme PR/Италия;
- 1986 : Диплом Европейского Союза Артистов, (за заслуги перед Европейским Союзом Артистов) Люксембург;
- 1998 : II. Installation Art Award «Certificate of Merit» (Pour ses recherches dans l’Optical Art) Angel Orensanz Foundation/Center for the Arts, New York USA;
- 2000 : Ministero della cultura e Terra Moretti Italie, Premio Internazionale di Scultura «Terzo Millennio» Эрбруско, Италия;
- 2000 : Ванкувер, Aim for Art International juried exhibition, celebrating artistic achievement. Federation of Canadian artists. 2000 «World festival of art on paper» Крань, Словения.